# 三好玲奈
三好 玲奈（みよし れな、1980年11月11日 ‐ ）は、宮崎放送 (MRT) の元スポーツキャスター。AI casting 所属。
宮崎県宮崎市出身。宮崎女子高校（現：宮崎学園）、福岡女学院大学短期大学部卒業。
2010年10月より約3年半、宮崎放送のスポーツキャスターを務める。

## 人物
身長162cm。血液型A型。
2020年11月1日(日)入籍。
2010年10月に宮崎放送に入社。
趣味・特技　
整理整頓・掃除・洋服のコーディネートを考える事・料理・ゴルフ・グルメ・旅行
最近はクッキー、コーヒーゼリー作りに夢中。
3人兄弟の末っ子。兄が2人。
ニックネームは三好さん、れなれな、れなーり、れなちゃん、れれれ、ドラゴンれな、れなゴン。
ポニーテールが好きなため、髪を伸ばしている。
交友関係が広く、友達が多いと言われている。
ゴールドのコンバースがお気に入り。
カラオケの十八番は碧いうさぎ
好きな食べ物はサザエのつぼ焼き。好きなお酒はハイボール。
・2000年　きものの女王九州大会　入賞
・2001年　みやざき花の女王

## 出演
- MRTニュース Next（宮崎放送）